# Селища (Междуреченский район)
Селища — деревня в Междуреченском районе Вологодской области.
Входит в состав Туровецкого сельского поселения, с точки зрения административно-территориального деления — в Туровецкий сельсовет.
Расстояние по автодороге до районного центра Шуйского — 52 км, до центра муниципального образования Туровца — 23 км. Ближайшие населённые пункты — Голуби, Кожухово, Подболотная.
По переписи 2002 года население — 2 человека.